# Pairsschub
Le Pairsschub était un instrument de la monarchie constitutionnelle, qui consistait à faire nommer par le souverain un grand nombre de nouveaux représentants dans la chambre haute (aussi appelée chambre des pairs) afin de faire basculer la majorité en sa faveur.

## Contexte
Lors du XIXe siècle apparaissent des parlements bicaméraux dans de nombreux pays. La chambre basse est en général constituée de représentants du peuple, tandis que la chambre haute est constituée de nobles ou de représentants de ceux-ci. Les nobles de haut rang avaient souvent un siège héréditaire. En Allemagne de nombreux nobles médiatisés étaient dans ce cas. En effet avec la chute du saint empire, de nombreux nobles n'avaient plus de territoires propres et ont dû être indemnisés de la sorte. Parallèlement le souverain conservait la possibilité de nommer de nouveaux membres dans la chambre haute. Cela lui permettait d'influencer la majorité dans cette chambre.

## Les monarchies dans la confédération germanique
Des suites de la révolution de juillet, de nombreux monarques allemands firent usage du Pairsschub afin de sécuriser leur majorité au sein des chambres hautes. Par exemple  l'édit du 29 octobre 1831  dans le Duché de Nassau.
En 1860, la Prusse de Guillaume Ier utilisa également cette méthode. Ainsi dans la chambre des seigneurs de Prusse la part de membres nommés passa de 11 % en 1860 à  30 % en 1914.